# 475 Ocllo
457 Ocllo é um asteroide que orbita o Sol. Foi descoberto pelo astrônomo norte-americano DeLisle Stewart em 14 de agosto de 1901, e atrubuído um nome provisório de 1901 HN. 
Observações fotométricas deste asteroide no Organ Mesa Observatory em Las Cruces durante 2010 deram-lhe uma curva de luz com um período de 7.3151 ± 0.0002 horas e uma variação de brilho de 0.66 ± 0.04 na magnitude.